# Фукс, Джим
Джеймс "Джим" Эмануэль Фукс (англ. James "Jim" Emanuel Fuchs, 6 декабря 1927, Чикаго, штат Иллинойс, США — 8 октября 2010, Нью-Йорк, США) — американский толкатель ядра, бронзовый призёр Олимпийских игр в Лондоне (1948) и Хельсинки (1952).

## Карьера
Будучи студентом Йельского университета, профессионально играл американский футбол, однако вследствие травмы ноги не смог продолжить карьеру футболиста. На тренировках показывал высокие результаты в толкании ядра, но травма сделала невозможным использовать традиционную технику, спортсмен придумал новый способ работы ногами при толкании ядра «the sideways glide» , которую затем переняли его конкуренты.
В 1949—1950 гг. устанавливает четыре мировых рекорда (последний результат — 17.95 м продержался на протяжении почти трех лет). На эти годы пришлась его победная серия из 88 побед на различных соревнованиях. В 1951 г. побеждает на Панамериканских играх в толкании ядра и в метании диска.
В 1948 г. на Летних играх в Лондоне и в 1952 г. в Хельсинки выиграл бронзовую медаль в толкании ядра, в первый раз выступая с температурой, а второй — с травмой лодыжки.
По завершении спортивной карьеры работал в компаниях NBC, Curtis Publishing and Mutual Sports, затем был председателем и исполнительным директором компании Fuchs, Cuthrell & Company.